# Jeremias Theodor Boisselier
Jeremias Theodor Boisselier (* 24. Juli 1826 in Bremen; † 1912) war ein deutscher Reichsoberhandelsgerichtsrat und Reichsgerichtsrat.

## Leben
Der Sohn eines Kaufmanns studierte ab 1845 Rechtswissenschaften in Heidelberg und wurde dort Mitglied des Corps Vandalia Heidelberg. und 1846 in Berlin. Am 2. Dezember 1848 wurde er promoviert.
Der Bremer wurde Anfang Mai 1849 vereidigt. Am 20. Juli 1853 wurde er Assessor am Amtsgericht in Bremerhaven.
1854 und 1860 wurde er in der VI. Klasse (Bremerhaven) in die Bremische Bürgerschaft gewählt. 1866 kam er über die I. Klasse in die Bürgerschaft. Ab 1864 war er Staatsanwalt und gewähltes Mitglied des Bremischen Richterkollegiums.
Am 1. Juli 1870 kam er als Richter an das gerade gegründete Bundesoberhandelsgericht und verblieb im später umbenannten Reichsoberhandelsgericht bis zum 30. September 1879. Anschließend wechselte er am 1. Oktober 1879 in den I. Zivilsenat des Reichsgerichts, dem er bis zu seiner Pensionierung am 1. Juni 1896 angehörte. Seinen Lebensabend verbrachte Boisselier in Bremen.